# Феняево
Феня́ево — деревня Грязновского сельского поселения Михайловского района Рязанской области России.

## Общие сведения

### География
Деревня находится в 30 километрах к юго-востоку от Михайлова.
Она расположена на левом берегу р. Волосовки недалеко от Киркинского леса.

### Население
| 1859 | 1906 | 1955 | 2006 | 2010 |
| ---- | ---- | ---- | ---- | ---- |
| 571  | ↘227 | ↘133 | ↘16  | ↘14  |

### Климат
Климат умеренно континентальный, характеризующийся тёплым, но неустойчивым летом, умеренно-суровой и снежной зимой. Ветровой режим формируется под влиянием циркуляционных факторов климата и физико-географических особенностей местности. Атмосферные осадки определяются главным образом циклонической деятельностью и в течение года распределяются неравномерно.
Согласно статистике ближайшего крупного населённого пункта — г. Рязани, средняя температура января −7.0 °C (днём) / −13.7 °C (ночью), июля +24.2 °C (днём) / +13.9 °C (ночью).
Осадков около 553 мм в год, максимум летом.
Вегетационный период около 180 дней.

## История
В 1594—1597 гг. Феняево упоминается как сельцо Моржевского стана.
В списках платежных книг 1628—1629 годов д. Феняево значилась в вотчине князя А. П. Гагаринa.
В 1685 году от д. Феняево отделилось село Коровино, и по донесению священника Покровской церкви Симеона в Феняево осталось 6 боярских, 80 крестьянских, 36 дворов бобылей, сенных покосов на 10 копен.
В XIX веке село было центром Феняевской волости. В селе насчитывалость 22 двора.
Дома были покрыты соломой и черепицей.
Все крестьяне были обложены налогами: оброчной податью, земским сбором, волостным сбором.
Доходы крестьян были разные: земельный заработок имели 3 семьи, мастеровые — 14 семей, занимающиеся отхожими промыслами — 14 семей. Крестьяне шли в Москву, где работали чернорабочими, мостильщиками дорог, фабричными, извозчиками, дворниками, валяльщиками (на дому). Женщины уходили на рытьё торфа. В селе было 4 двора духовного сословия из 9 человек (5 мужчин и 4 женщины).
Жизнь крестьян была очень тяжелой: постоянная нужда, нехватка топлива. Из-за отсутствия лесов печи по-чёрному топили навозом и соломой.

А раньше-то как жили… Даже вспоминать не хочется. Домишки по пояс в землю уходили, длинные бараки с двухэтажными нарами — гнезда болезней. Каждый день с утра до ночи надрывались в поле, в кузницах, валяльнях.— Зайчиков Василий Максимович газета «Звезда» от 2 октября 1967 года
Спустя несколько лет после Октябрьской революции на территории имения князя Гагарина возник Коровино-Феняевский совхоз.
Совхоз организовали в селе Коровине, чтобы можно было использовать для своих нужд постройки имения князя Гагарина.
В совхозе было обобществлено 30 рабочих лошадей, 40 коров, 20 нетелей.
Входило в него несколько крестьянских хозяйств.
Советская власть оказала помощь новой организации деньгами, семенами, появился трактор.
Коровино-Феняевский совхоз имел одну особенность: в его состав входило промышленное предприятие — Коровинский спиртзавод.
В 1930 году образовался Феняевский колхоз имени Дзержинского.
В 1980 году его объединили с Федоровским, а затем с Ильичевским совхозами.
В 1932 году в Феняево была открыта начальная школа.
В 1966 году в школе осталось 15 учеников, её закрыли и перевели в Ильичевскую школу.
После войны многие жители Феняево стали уезжать в Москву, Московскую и Тульскую области.
В 1960-е годы, после объединения колхозов, закрытия школы и магазина, жители переезжают на центральную усадьбу совхоза им. Ильича.

## Усадьба
Коровино (Феняево) старинная вотчина князей Гагариных. В первой половине XVII века усадьба принадлежала патриаршему стольнику князю П.И. Гагарину, в последней трети XVIII века поручику князю П.И. Гагарину, женатому на М.М. Грушецкой (1705-1791) и их сыну подпоручику князю Н.П. Гагарину (1755-до 1800). В конце столетия гвардии прапорщику князю М.И. Гагарину (1767-1815), женатому на Е.Н. Пашковой (1789-1808). Затем их сыну князю Н.М. Гагарину (1801-1847), женатому на В.Д. Кутузовой (ум. 1885). В начале XX века селом владел действительный статский советник князь Л.Н. Гагарин (1832-1909), женатому на Н.М. Обресковой (1851-1922).
Сохранились: два парных одноэтажных с мезонинами флигеля, один из которых заброшен и находится в руинированном состоянии, другой занят Домом культуры. Простой архитектуры служебная постройка. Руины конюшни. Фрагмент Скорбященской церкви, построенной в 1853 году на средства, оставленные князем Н.М. Гагариным, вместо прежней деревянной, возведенной его отцом. Остатки пейзажного парка и пруды. 
В имении было хорошо налаженное полеводство, плодоводство,скотоводство, имелся конный и винокуренный заводы. Два здания от винокуренного завода находятся неподалёку, в селе Коровинский спиртзавод.
В 1918-1919 годуиз усадьбы были вывезены ценности, поступившие потом в Рязанский губернский архив, Английский клуб в Москве и Национальный музейный фонд. В собрании Рязанского областного художественного музея им. И.П. Пожалустина имеется фарфоровый рельеф итальянской работы XVIII века, ранее украшавший интерьер усадебного дома.
Находившаяся в этом же селе усадьба Корабьиных конца XVII - середины XIX века полностью утрачена.
Супругам князьям П.И. и М.М. Гагариным и их сыну принадлежала усадьба Аннино, князьям Л.Н. и Н.М. Гагариным село Грязное. 

## Церковь Радости Всех Скорбящих
Покровский храм простоял до конца XVIII века и за это время сильно обветшал.
Необходимо было сломать старый храм и подумать о его замене на новый, более прочный.
В 1793 году князем М. И. Гагариным была построена новая церковь в честь пророка Ильи.
В 1850 году князь Н. М. Гагариным решил построить новую
каменную церковь. В 1853 году строительство было завершено. Новый храм был посвящён иконе Радости Всех Скорбящих и не менял своего названия.
В советские времена церковь была полностью разрушена. Сегодня трудно даже найти место, где некогда стояла Скорбященская церковь, от неё не осталось и следа.
Состав прихода
- с. Феняево
- д. Николаевка
- д. Фёдоровка
- д. Александрово

Численность прихода
- 1628 год — 215 дворов[6].
- XIX век — 1369 человек.

Содержание
- XVII век — Церкви было пожаловано 5,5 га усадебной писцовой земли, 36 га пахотной и луговой.
- XIX век — Для нужд храма выделено 5,5 га земли в поле и сенных покосов на 20 копен.